# Crash Bandicoot (personagem)
Crash Bandicoot, ou simplesmente Crash, é um personagem de jogos eletrônicos criado pela Naughty Dog e protagonista de sua própria série de jogos. Ele é um bandicoot antropomórfico, de pelos alaranjados e orelhas pontudas ligeiramente parecidas com as de uma raposa. Foi criado por Andy Gavin e Jason Rubin, tendo como designer o artista Charles Zembillas.
Desde sua primeira aparição no jogo Crash Bandicoot ele se tornou um personagem muito popular mundialmente chegando a rivalizar com outros mascotes de peso como Mario e Sonic, e se tornando mascote não oficial da Sony durante algum tempo.

## Concepção
Em 1994, a Naughty Dog começou a trabalhar em um novo jogo. A ideia era criar um personagem que servisse como mascote pra empresa da mesma forma que o Mario é para Nintendo, ou o Sonic é para Sega. A primeira ideia viria a incorporar o ouriço com o diabo da tasmânia que mantivesse o poder de rodopiar, então disso foi escolhido alguns animais incomuns para criar o personagem, sendo que o primeiro protótipo foi um vombate chamado Willie. Porém os produtores acabaram não gostando do personagem, então o refizeram como sendo um bandicoot e o renomearam para Crash.
A jogabilidade de seu jogo foi considerada inovadora e bem atrativa, a ponto dos críticos considerarem-no uma versão dos jogos do Sonic com visão "traseira". O primeiro jogo de Crash foi lançado em 9 de setembro de 1996 na América do Norte, em novembro do mesmo ano na Europa e em 6 de dezembro no Japão.

## Sobre o personagem
Crash é um Bandicoot (uma espécie de marsupial) que vivia nas  ilhas Wumpa, até que foi capturado e geneticamente alterado pelos cientistas Neo Cortex e Nitrus Brio numa tentativa de criarem um exército de animais mutantes para dominarem o mundo, Crash seria o General do Cortex Commandos, ele foi evoluído pelo Evolvo-Ray e ganhou as características humanas e as calças, luvas e tênis, e outras habilidades, após isso ele foi treinado por 9 meses, mas para ele se tornar do mal e fiel a Cortex ele teria que sofrer uma lavagem no Cortex Vortex que iria ocorrer em 9 de Setembro de 1996, Brio fala que a máquina não estava terminada mas Cortex mesmo assim resolveu testa-la, porém a experiência falhou e Crash acabou não adquirindo maldade no coração e nem fidelidade a Cortex, Apesar de ter conseguido um pouco de inteligência e em seguida ele foge do Castelo de Cortex, fato que é apresentado no primeiro jogo da franquia.
Crash mora nas ilhas Wumpa onde adora comer frutas Wumpa (uma espécie de fruta que lembra uma mistura de uma maçã, uma manga com um pêssego) e o seu passatempo favorito é dormir. Ele tem uma irmã Coco, que é o cérebro da família e também a sua principal coadjuvante nas aventuras. Mais adiante nos jogos ele conhece Crunch que a princípio foi seu inimigo, mas depois se tornou seu aliado e membro da família Bandicoot. Entre outros aliados de Crash que aparecem durante suas aventuras são Aku Aku, uma máscara mágica que vive o acompanhando protegendo dos inimigos, o urso Polar que já lhe serviu de montaria, a tigresa Pura que é animal de estimação de sua irmã(servindo de montaria para esta) e o dinossauro Baby T. Ele também tinha uma namorada chamada Tawna, cuja aparição mais importante é datada no primeiro jogo da série, porém ela acabou terminando seu namoro para ficar com Pinstripe.
Seu maior e mais destacado inimigo já mostrado é o Dr. Neo Cortex que foi o responsável por sua criação, além da maioria de seus inimigos durante os jogos. Entre outros de seus maiores rivais estão o cientista louco N. Gin, o tigre brutamontes Tiny Tiger, o terrorista Dingodile, e Uka Uka, o irmão malígno de Aku Aku.

## Poderes e habilidades
No primeiro jogo Crash só tinha como habilidade seu giro capaz de se tornar um furacão capaz de destruir as caixas e os inimigos, além de estar sempre acompanhado do Aku Aku o protegendo de ser ferido pelos inimigos. No segundo jogo ele recebe a habilidade de dar uma rasteira e pular mais alto, além de poder fazer uma "barrigada" esmagando seus inimigos. No terceiro ele já ganha uma série de ataques desbloqueáveis ao longo dos chefões como uma barrigada mais intensa, duplo pulo, atirar com uma bazuca, super velocidade, entre outros. Em Crash Titans ele aparece mais forte sendo capaz de socar os inimigos além de ter um giro mais intenso, além de usar o Aku Aku como escudo campo de força e controlar os titãs o pondo-o sobre seus rostos (este último somente no jogo Crash of the Titans).